# Tich Rocks
Die Tich Rocks sind Klippenfelsen vor der Georg-V.-Küste im Australischen Antarktis-Territorium. Sie gehören zu den Mackellar-Inseln vor dem Kap Denison in der Commonwealth-Bucht und liegen westlich der Fusilier Rocks.
Teilnehmer der Australasiatischen Antarktisexpedition (1911–1914) unter der Leitung des australischen Polarforschers Douglas Mawson entdeckten sie. Benannt sind sie nach einem der Schlittenhunde der Forschungsreise. Dieser wiederum war benannt nach dem Vaudevillekünstler Harry Relph (genannt Little Tich).